# L'escàndol Ted Kennedy
L'escàndol Ted Kennedy (originalment en anglès, Chappaquiddick, de vegades coneguda com a The Senator) és una pel·lícula de drama polític estatunidenca del 2017 dirigida per John Curran i escrita per Taylor Allen i Andrew Logan. La pel·lícula és protagonitzada per Jason Clarke com al senador estatunidenc per Massachusetts Ted Kennedy i per Kate Mara com a Mary Jo Kopechne, amb Ed Helms, Bruce Dern, Jim Gaffigan, Clancy Brown i Olivia Thirlby en papers secundaris. La trama detalla l'incident de Chappaquiddick de 1969, en què la negligència de Kennedy va provocar un accident de cotxe que va provocar la mort de la seva passatgera de 28 anys, Mary Jo Kopechne, atrapada dins del vehicle. La cinta també exposa la resposta de la família Kennedy. Ha estat doblada al català.
El rodatge principal va començar a Boston el setembre de 2016. La pel·lícula es va estrenar originalment a la secció de Presentacions de Gala del Festival Internacional de Cinema de Toronto el 10 de setembre de 2017 i es va estrenar als Estats Units el 6 d'abril de 2018 amb la distribuidora Entertainment Studios. Va rebre comentaris generalment positius de la crítica, amb elogis pel seu guió equilibrat i l'actuació de Clarke.

## Sinopsi
L'estiu de 1969, dos dies abans que els astronautes estatunidencs arribessin a la Lluna, el senador Ted Kennedy, germà de John i de Robert Fitzgerald Kennedy, va tenir un accident de cotxe. El seu vehicle va caure daltabaix d'un pont i va quedar submergit. Ell es va poder salvar, però la dona que l'acompanyava, Mary Jo Kopechne, una jove de 28 anys que havia treballat amb Robert Kennedy, va quedar atrapada a dins del cotxe i hi va perdre la vida. Després de la mort dels seus germans, semblava que li tocava a Ted Kennedy intentar arribar a la presidència dels Estats Units, però aquell incident ho va impedir.

## Repartiment
- Jason Clarke com a Ted Kennedy[9]
- Kate Mara com a Mary Jo Kopechne[10]
- Ed Helms com a Joe Gargan[10]
- Bruce Dern com a Joseph P. Kennedy Sr.[11]
- Jim Gaffigan com a Paul F. Markham[12]
- Taylor Nichols com a Ted Sorensen
- Clancy Brown com al secretari de Defensa dels EUA Robert McNamara
- Olivia Thirlby com a Rachel Schiff
- Lexie Roth com a Nance Lyons
- John Fiore com a Chief Arena
- Vince Tycer com a David W. Burke
- Andria Blackman com a Joan Bennett Kennedy
- Tamara Hickey com a Marilyn Richards
- Alison Wachtler com a Liz Trotta
- Victor Warren com a Stephen Edward Smith
- Donald Watson com a Dr. Watt
- Matthew Lawler com a Dun Gifford
- Angela Hope Smith com a Maryellen Lyons
- Brad Wheelwright com a Sailor
- David De Beck com a l'ambaixador dels Estats Units Sargent Shriver
- Patrick Sheehan com al representant John V. Tunney
- Bill Humphreys com a James Reston
- Tim Jackson com a Joseph Kopechne
- Charlotte Ann Dore com a Gwen Kopechne
- Ed Peed com a Eugene Frieh